# Gornja Vrućica (Chorwacja)
Gornja Vrućica – wieś w Chorwacji, w żupanii dubrownicko-neretwiańskiej, w gminie Trpanj. W 2011 roku liczyła 46 mieszkańców.